# 아비라족
아비라족(산스크리트어: अभीरा)은 일찍이 베다와 고대 인도의 서사시와 경전에서 언급된 전설적인 민족이다. 에리트라해 페리플루스에는 같은 이름의 역사적인 민족이 언급되어 있다. 마하바라타는 이들이 바닷가와 사라스바티 강둑, 구자라트의 솜나트 근처, 마츠야 지역 등에 살고 있다고 묘사한다.